# Motormusic Recording Studios
Motormusic Recording Sudios is een opnamestudio gevestigd in de Belgische stad Mechelen. De studio beschikt over meerdere opname- en mixruimtes. De studio  maakt deel uit van het mediabedrijf Evil Penguin en is actief binnen verschillende muziekgenres, waaronder pop, rock, klassieke muziek en filmmuziek.

## Artiesten
Door de jaren heen maakten diverse Belgische en internationale artiesten gebruik van de studio. Enkele voorbeelden zijn:
- Clouseau (band)
- K3 (muziekgroep)
- Helmut Lotti
- Hannes Minnaar (piano)
- Isabelle Van Keulen (Quartet)
- Kate Ryan

## Labels
Motormusic is ook actief als uitgever via verschillende eigen labels. De studio richtte in de loop der jaren meerdere labels op, waarvan sommige niet langer actief zijn. De volgende labels zijn nog actief: 
- Evil Penguin Classic (opgericht in 2007): richt zich op klassieke muziek.
- Antarctica Records (opgericht in 2015): focust op hedendaagse en experimentele klassieke muziek.

Distributie van beide labels verloopt via New Arts International. Sinds 2023 verzorgt Note1 de distributie in Duitsland en Oostenrijk.

## Video
Naast audio is Motormusic ook actief in videoproductie. Deze afdeling groeide aanzienlijk tijdens de coronapandemie. De klassieke videoproducties worden verspreid via het eigen streamingplatform Evil Penguin TV, en verschijnen tevens op internationale kanalen zoals Stingray Classica en EuroArts.
In samenwerking met Cinema Lumière Mechelen werd in 2023 het initiatief Klassiek met Evil Penguin opgestart, waarbij concertregistraties en muziekdocumentaires op het grote scherm worden vertoond.
Enkele producties zijn videocaptaties van het EUROPA CANTAT Festival en de documentaires Inside the Hearing Machine (2018) en A Farewell to Paris (2023) in samenwerking met het Orpheus Instituut.

## Geschiedenis
De studio werd opgericht in 1994 en richtte zich in de beginjaren voornamelijk op Nederlandstalige popmuziek en Belgische rock. In 2006 werd het dienstenaanbod uitgebreid met mastering, en later volgde ook videoproductie. In 2010 verhuisde de studio van Lier naar Mechelen.
In de loop der jaren werkte Motormusic mee aan diverse film- en televisieprojecten. Zo verzorgde de studio de scoring voor onder meer films zoals Life in One Day, Het paard van Sinterklaas (2005) en voor tv-series zoals Het goddelijke monster (2011) en De Vijfhoek (2012). 
Tussen 2010 en 2018 werd het klassieke luik van de studio tijdelijk gebundeld onder de naam Serendipitous. Sindsdien vallen alle activiteiten onder het moederbedrijf Evil Penguin, dat over drie takken beschikt: Motormusic Recording Studios, de klassieke labels Evil Penguin Classic / Antarctica Records en het streaming platform Evil Penguin TV.
In 2022 werd Studio 5 erkend als een gecertificeerde Dolby Atmos Music Studio, waarmee de studio beschikt over faciliteiten voor immersive audio. 